# Maserati birdcage75th
El Maserati Birdcage 75th es un prototipo de automóvil superdeportivo creado por Maserati, Pininfarina y Motorola. Es un homenaje a los automóviles de carreras de  le mans de la década de los '50 y ´60, por el aniversario nº 75 de la marca. La palabra «birdcage» significa jaula de pájaros. Fue presentado en el festival de velocidad de goodwood.

## Características
Tiene una caja de cambios semiautomática de seis marchas. Puede llegar a los 300km/h y tiene 700hp.Muestra la combinación perfecta de una gota de agua y de un ala invertida: la forma aerodinámica resultante tiene 4,656 metros de longitud, 2,02 metros de anchura y 1,09 metros de altura. Explota la base mecánica ofrecida por la máquina más ambiciosa de Maserati, el MC12, con su motor de 12 cilindros en V, cilindrada de 6000cc y 700 caballos de potencia. Este coche de ensueño es capaz de acelerar de 0 a 100 km/h en 3,8 segundos, de 0 a 200 km/h por hora en 9,9 segundos y cubrir 1000 metros con salida parada en 20,1 segundos.